# 丹羽慎治
丹羽 慎治（にわ しんじ、1970年 - ）は、日本のCMディレクター。

## 人物
1970年、石川県金沢市生まれ。2001年、仲畑広告制作所入社
SHINJI NIWA WORKS https://shinjiniwacec5.myportfolio.com/work

## CM
- クレディセゾン 企業 「ザ・大車輪」篇 （2004年）
- シャープ 液晶AQUOS 「クリスマス」篇（2005年出演 香取慎吾）
- 明治製菓 テオブロ 「香りもおいしい」篇 （2005年）
- タカギ みず工房 「変身」篇 （2005年）
- クレディセゾン 企業 「夢よ、かなえ」篇 （2006年 出演ロナウジーニョ・ガウーショ）
- ニコン D300 「ボクの宝物」篇 （2007年 出演 木村拓哉）
- パルコ 企業 「あるこう。PARCO」篇 （2008年）
- シャープ 液晶AQUOS 「2人のAQUOS」篇（2008年 出演 香取慎吾）
- キリンビール 麒麟ゼロ 「カラダにうまい。」 （2008年）
- カネボウ コフレドール 「その肌、別世界」篇 （2009年 出演 柴咲コウ）
- ニコン D5000 「好きに撮ればいい」篇 （2009年 出演 木村拓哉）

ほか

## 受賞歴
- ACC CMフェスティバル シルバー

ほか